# Milieufactor
Milieufactoren (omgevingsomstandigheden) zijn de invloeden van het milieu die een rol spelen bij de reacties van organismen, populaties en levensgemeenschappen. 
Organismen en populaties worden beïnvloed door de milieufactoren van de habitat en de standplaatsfactoren. De levensgemeenschap is het levende of biotische deel van een ecosysteem, naast de biotoop (het milieu van een levensgemeenschap): het zijn twee elkaar beïnvloedende componenten. 
| Milieufactoren:                                                           | Milieufactoren:                                                                                                 |
| Primaire milieufactoren                                                   | Complexe of samengestelde factoren                                                                              |
| ------------------------------------------------------------------------- | --- |
| 1. Warmte 2. Water 3. Licht 4. Chemische factoren 5. Mechanische factoren | Abiotische factoren 1. Klimaat 2. Reliëf, orografische factoren 3. Bodem, edafische factoren Biotische factoren |

Bij de bestudering van het milieu, als onderdeel van het ecosysteem, kan onderscheid gemaakt worden tussen
- biotische factoren: de organismen van andere soorten die invloed kunnen uitoefenen op het leven en een populatie
- abiotische factoren: externe factoren die geen biologische oorsprong hebben

## Abiotisch milieu
Belangrijke abiotische milieufactoren zijn:
- klimaat
  - neerslag
  - luchtvochtigheid
  - temperatuur
  - daglengte
  - lichtsterkte
  - wind
  - windsterkte
- bodem
  - moedergesteente
  - humus
  - grondsoort
  - grondwater
  - zuurgraad
  - moedergesteente
- reliëf
  - helling
  - hellingsrichting
- water
  - stroming
  - getijden
  - golfslag
  - zoutgehalte
  - elektrische geleidbaarheid
  - trofie
  - saprobie
  - waterdiepte
  - troebelheid
  - doorzichtigheid

## Biotisch milieu
Biotische milieufactoren betreffen zowel interspecifieke interacties (afhankelijkheidsbetrekkingen tussen individuen van verschillende soorten in een levensgemeenschap) als intraspecifieke betrekkingen (tussen individuen van dezelfde soort, binnen een populatie). Voorbeelden zijn:
- concurrentie
- coöperatie
- kannibalisme
- mutualistische symbiose
- parasitisme
- predatie
- symbiose
- begrazing
- betreding